# 3. Liga (Handball) 2010/11

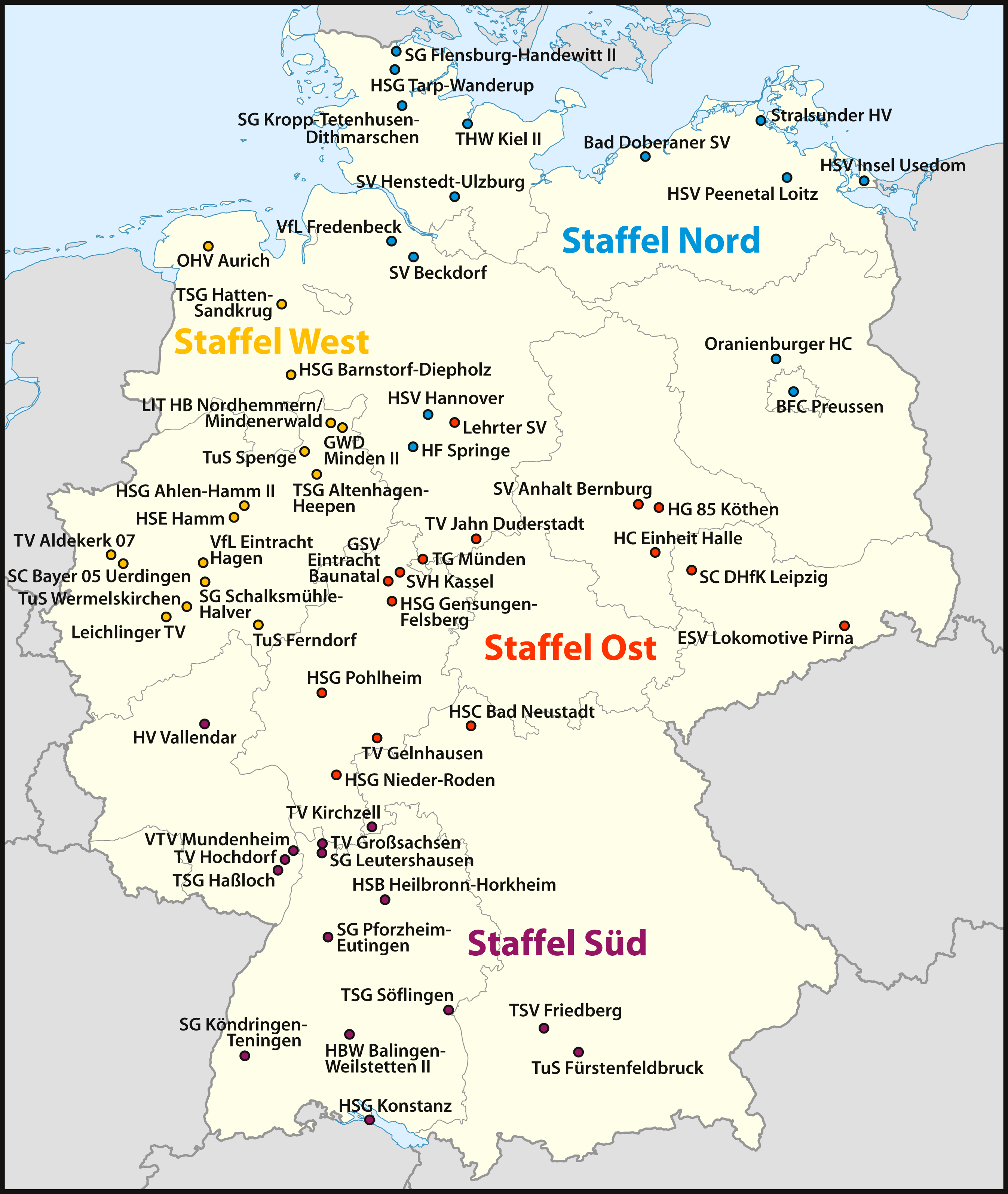
Verteilung der Mannschaften der vier Staffeln

Die Saison 2010/2011 der 3. Liga im Handball der Männer war die erste in ihrer Geschichte. 61 Mannschaften spielten in vier Staffeln um die nord-, ost-, süd- und westdeutsche Meisterschaft sowie die Qualifikation zur 2. Bundesliga.

## Saisonverlauf
Durch die Zusammenlegung der zwei 2. Bundesligen zur Saison 2011/2012 gab es in der Premierensaison der 3. Liga eine gesonderte Auf- und Abstiegsregelung. Die vier Staffelsieger spielten mit den Tabellenzehnten der Staffeln Nord und Süd der 2. Bundesliga zwei Teilnehmer an der eingleisigen 2. Bundesliga aus, während die vier Verlierer dieser Relegation sowie die 16 Absteiger aus der 2. Bundesliga in der 3. Liga starteten. Die Mannschaften auf den Plätzen 10–15 bzw. 10–16 stiegen in die Oberligen ab. Aus den Oberligen stiegen wie üblich zwölf Mannschaften auf. Da der 1. SV Concordia Delitzsch bereits vor der Saison auf sein Startrecht in der 2. Bundesliga verzichtet hatte und in der Sachsenliga antrat, gab es nur 15 direkte Absteiger aus der 2. Bundesliga. Der freiwerdende Startplatz in der 3. Liga 2011/12 wurde durch eine Relegation der Tabellenzehnten der vier Staffeln ausgespielt.

## Qualifikation

### 2. Bundesliga (4 Teams)
Die beiden letzten Teams jeder Staffel der 2. Bundesliga (Nord und Süd) stiegen in die neue 3. Liga ab.
Dies waren aus der
- Staffel Nord: Die Ahlener SG (kein Lizenzantrag für 2. Liga), der HSV Hannover (kein Lizenzantrag für 2. Liga) sowie der SV Anhalt Bernburg (kein Lizenzantrag für 2. Liga)
- Staffel Süd: Der Leichlinger TV.

### Regionalligen (45 Teams)
Die fünf Regionalliga-Meister stiegen direkt in die 2. Bundesliga auf. Qualifiziert für die 3. Liga sind die Mannschaften, die die Saison 2009/2010 auf den Plätzen 2 bis 10 abschlossen. Die letzten sechs Teams (Plätze 11 und tiefer) jeder Staffel stiegen in die Oberligen ab (insgesamt 30 Absteiger).
Aus den Regionalligen spielen somit folgende Mannschaften in der 3. Liga:
- Regionalliga, Staffel Nord: VfL Fredenbeck, HF Springe, TV Jahn Duderstadt, OHV Aurich, HG 85 Köthen, HC Einheit Halle, SV Beckdorf, HSG Barnstorf-Diepholz und TG Münden
- Regionalliga, Staffel Nordost: HSV Insel Usedom, HSG Tarp-Wanderup, HSV Peenetal Loitz, SG Kropp-Tetenhusen-Dithmarschen, Bad Doberaner SV, BFC Preussen, SG Flensburg-Handewitt II, THW Kiel II und Oranienburger HC
- Regionalliga, Staffel West: VfL Eintracht Hagen, TuS Wermelskirchen, SG Schalksmühle-Halver, TSG Altenhagen-Heepen, LiT H. Nordhemmern/Mindenerwald, TuS Ferndorf, SC Bayer 05 Uerdingen, TuS Spenge und GWD Minden
- Regionalliga, Staffel Südwest: HSG Gensungen/Felsberg, TV Hochdorf, TSG Haßloch, GSV Eintracht Baunatal, TV Gelnhausen, TV Kirchzell, SVH Kassel, HSG Pohlheim und VTV Mundenheim
- Regionalliga, Staffel Süd: TSB Horkheim, SG Leutershausen, HSG Konstanz, TSG Söflingen, HBW Balingen-Weilstetten II, ESV Lok Pirna, TSV Friedberg, SG Köndringen/Teningen und HSC Bad Neustadt

### Oberligen (12 Teams)
Aus den insgesamt 16 im Jahr 2010 bestehenden Oberligen stiegen sieben Meister plus der Vizemeister der Oberliga Baden-Württemberg direkt in die neue 3. Liga auf.
Qualifizierte Landesmeister waren: TSG Hatten-Sandkrug (Vizemeister Nordsee), Lehrter SV (Meister Niedersachsen), HSE Hamm (Meister Westfalen), HV Vallendar (Meister Rheinland-Pfalz/Saar), HSG Nieder-Roden (Meister Hessen), TuS Fürstenfeldbruck (Meister Bayern), TVG Großsachsen (Meister OL Baden-Württemberg) und die SG Pforzheim/Eutingen (Vizemeister OL Baden-Württemberg).
In Play-off-Spielen ermittelten die zwölf verbliebenen Landesmeister vier weitere Aufsteiger.
- Play-offs Nordost I

| Mannschaft 1                                     | Mannschaft 2                      | Hinspiel             | Rückspiel            | Gesamt |
| ------------------------------------------------ | --------------------------------- | -------------------- | -------------------- | ------ |
| SV Henstedt-Ulzburg (Meister Schleswig-Holstein) | SG Hamburg-Nord (Meister Hamburg) | 08.05. Sa. 18:00 Uhr | 15.05. So. 16:00 Uhr | 67:51  |
| SV Henstedt-Ulzburg (Meister Schleswig-Holstein) | SG Hamburg-Nord (Meister Hamburg) | 35:22 (16:13)        | 32:29 (20:14)        | 67:51  |

- Play-offs Nordost II

| Mannschaft 1                              | Mannschaft 2                                    | Hinspiel             | Rückspiel            | Gesamt |
| ----------------------------------------- | ----------------------------------------------- | -------------------- | -------------------- | ------ |
| HC Neuruppin (Meister Berlin Brandenburg) | Stralsunder HV (Meister Mecklenburg-Vorpommern) | 30.05. So. 16:00 Uhr | 05.06. Sa. 19:30 Uhr | 53:57  |
| HC Neuruppin (Meister Berlin Brandenburg) | Stralsunder HV (Meister Mecklenburg-Vorpommern) | 27:28 (13:16)        | 26:29 (12:18)        | 53:57  |

- Play-offs Nordrhein

| Mannschaft 1                         | Mannschaft 2                      | Hinspiel             | Rückspiel            | Gesamt |
| ------------------------------------ | --------------------------------- | -------------------- | -------------------- | ------ |
| TV Aldekerk 07 (Meister Niederrhein) | Weidener TV (Meister Mittelrhein) | 15.05. Sa. 18:00 Uhr | 23.05. So. 16:00 Uhr | 65:57  |
| TV Aldekerk 07 (Meister Niederrhein) | Weidener TV (Meister Mittelrhein) | 33:25 (16:12)        | 32:32 (16:15)        | 65:57  |

- Play-offs Mitteldeutschland

| Mannschaft 1                                | Mannschaft 2                      | Hinspiel      | Rückspiel    | Gesamt |
| ------------------------------------------- | --------------------------------- | ------------- | ------------ | ------ |
| SV Oebisfelde 1895 (Meister Sachsen-Anhalt) | SC DHfK Leipzig (Meister Sachsen) | 08.05. Sa.    | 09.05. So.   | 50:53  |
| SV Oebisfelde 1895 (Meister Sachsen-Anhalt) | SC DHfK Leipzig (Meister Sachsen) | 30:27 (12:10) | 20:26 (9:13) | 50:53  |

Der Meister aus Thüringen hatte zurückgezogen.

## Staffel Nord
| Pl. | Verein                           | Sp. | S  | U | N  | Tore    | Diff. | Pkt.  |
| --- | -------------------------------- | --- | -- | - | -- | ------- | ----- | ----- |
| 01. | HSG Tarp-Wanderup                | 28  | 23 | 1 | 4  | 927:789 | +138  | 47:90 |
| 02. | HF Springe                       | 28  | 23 | 1 | 4  | 927:756 | +171  | 47:90 |
| 03. | SV Henstedt-Ulzburg (N)          | 28  | 20 | 2 | 6  | 906:810 | 0+96  | 42:14 |
| 04. | HSV Insel Usedom                 | 28  | 17 | 2 | 9  | 810:732 | 0+78  | 36:20 |
| 05. | VfL Fredenbeck                   | 28  | 14 | 2 | 12 | 790:724 | 0+66  | 30:26 |
| 06. | SV Beckdorf                      | 28  | 14 | 2 | 12 | 862:846 | 0+16  | 30:26 |
| 07. | Stralsunder HV (N)               | 28  | 13 | 3 | 12 | 790:812 | 0−22  | 29:27 |
| 08. | Oranienburger HC                 | 28  | 13 | 2 | 13 | 802:796 | 0+6   | 28:28 |
| 09. | HSV Hannover (A)                 | 28  | 13 | 1 | 14 | 812:818 | 0−6   | 27:29 |
| 10. | HSV Peenetal Loitz               | 28  | 12 | 0 | 16 | 785:801 | 0−16  | 24:32 |
| 11. | SG Kropp-Tetenhusen-Dithmarschen | 28  | 11 | 2 | 15 | 770:819 | 0−49  | 24:32 |
| 12. | SG Flensburg-Handewitt II        | 28  | 9  | 3 | 16 | 765:783 | 0−18  | 21:35 |
| 13. | Bad Doberaner SV                 | 28  | 8  | 1 | 19 | 726:802 | 0−76  | 17:39 |
| 14. | THW Kiel II                      | 28  | 7  | 2 | 19 | 889:967 | 0−78  | 16:40 |
| 15. | BFC Preussen                     | 28  | 1  | 0 | 27 | 676:982 | −306  | 02:54 |

| Legende | Legende                                              |
| ------- | ---------------------------------------------------- |
|         | Relegation zur 2. Bundesliga                         |
|         | Teilnahme an den Relegationsspielen zu den Oberligen |
|         | Absteiger in die Oberliga                            |
| (A)     | Absteiger aus der 2. Bundesliga                      |
| (N)     | Aufsteiger aus der Oberliga                          |

Die HSG Tarp-Wanderup ist bei Punktgleichheit mit den HF Springe Meister, da sie die direkten Vergleiche mit dem Verein aus Springe gewonnen hat. Der HSV Peenetal Loitz erklärte, ab 2011 auf jeden Fall nur in der vierthöchsten Spielklasse antreten zu wollen, und spielte daher keine Relegation.

## Staffel Ost
| Pl. | Verein                 | Sp. | S  | U | N  | Tore    | Diff. | Pkt.  |
| --- | ---------------------- | --- | -- | - | -- | ------- | ----- | ----- |
| 01. | SC DHfK Leipzig (N)    | 28  | 25 | 0 | 3  | 892:724 | +168  | 50:60 |
| 02. | TG Münden              | 28  | 20 | 3 | 5  | 914:825 | 0+89  | 43:13 |
| 03. | HSG Gensungen-Felsberg | 28  | 19 | 3 | 6  | 948:840 | +108  | 41:15 |
| 04. | ESV Lokomotive Pirna   | 28  | 18 | 3 | 7  | 833:772 | 0+61  | 39:17 |
| 05. | GSV Eintracht Baunatal | 28  | 18 | 2 | 8  | 847:771 | 0+76  | 38:18 |
| 06. | SV Anhalt Bernburg (A) | 28  | 13 | 4 | 11 | 759:765 | 0−6   | 30:26 |
| 07. | HSG Pohlheim           | 28  | 14 | 2 | 12 | 825:831 | 0−6   | 30:26 |
| 08. | TV Jahn Duderstadt     | 28  | 13 | 3 | 12 | 739:759 | 0−20  | 29:27 |
| 09. | HSC Bad Neustadt       | 28  | 12 | 3 | 13 | 765:753 | 0+12  | 27:29 |
| 10. | HG 85 Köthen           | 28  | 11 | 2 | 15 | 762:772 | 0−10  | 24:32 |
| 11. | HSG Nieder-Roden (N)   | 28  | 9  | 3 | 16 | 804:827 | 0−23  | 21:35 |
| 12. | Lehrter SV (N)         | 28  | 7  | 1 | 20 | 740:823 | 0−83  | 15:41 |
| 13. | HC Einheit Halle       | 28  | 5  | 4 | 19 | 774:866 | 0−92  | 14:42 |
| 14. | TV Gelnhausen          | 28  | 5  | 3 | 20 | 751:814 | 0−63  | 13:43 |
| 15. | SVH Kassel             | 28  | 2  | 2 | 24 | 729:940 | −211  | 06:50 |

| Legende | Legende                                              |
| ------- | ---------------------------------------------------- |
|         | Relegation zur 2. Bundesliga                         |
|         | Teilnahme an den Relegationsspielen zu den Oberligen |
|         | Absteiger in die Oberliga                            |
| (A)     | Absteiger aus der 2. Bundesliga                      |
| (N)     | Aufsteiger aus der Oberliga                          |

## Staffel West
| Pl. | Verein                    | Sp. | S  | U | N  | Tore      | Diff. | Pkt.  |
| --- | ------------------------- | --- | -- | - | -- | --------- | ----- | ----- |
| 01. | TuS Ferndorf              | 30  | 20 | 5 | 5  | 0950:8190 | +131  | 45:15 |
| 02. | TuS Wermelskirchen        | 30  | 21 | 2 | 7  | 0915:8180 | 0+97  | 44:16 |
| 03. | TSG Altenhagen-Heepen     | 30  | 19 | 5 | 6  | 0937:8750 | 0+62  | 43:17 |
| 04. | Leichlinger TV (A)        | 30  | 18 | 2 | 10 | 0967:8980 | 0+69  | 38:22 |
| 05. | GWD Minden II             | 30  | 17 | 2 | 11 | 0907:8340 | 0+73  | 36:24 |
| 06. | HSG Ahlen-Hamm II (A)     | 30  | 13 | 7 | 10 | 0940:9540 | 0−14  | 33:27 |
| 07. | LiT H. Nordhemmern/M´wald | 30  | 15 | 3 | 12 | 0919:9320 | 0−13  | 33:27 |
| 08. | VfL Eintracht Hagen       | 30  | 14 | 5 | 11 | 0856:8430 | 0+13  | 33:27 |
| 09. | SC Bayer 05 Uerdingen     | 30  | 13 | 6 | 11 | 0890:8550 | 0+35  | 32:28 |
| 10. | OHV Aurich                | 30  | 14 | 3 | 13 | 0828:8390 | 0−11  | 31:29 |
| 11. | SG Schalksmühle-Halver    | 30  | 14 | 2 | 14 | 0856:8410 | 0+15  | 30:30 |
| 12. | TuS Spenge                | 30  | 14 | 1 | 15 | 0846:8530 | 0−7   | 29:31 |
| 13. | HSG Barnstorf-Diepholz    | 30  | 12 | 1 | 17 | 0870:9230 | 0−53  | 25:35 |
| 14. | TV Aldekerk (N)           | 30  | 4  | 5 | 21 | 0867:9400 | 0−73  | 13:47 |
| 15. | HSE Hamm (N)              | 30  | 4  | 2 | 24 | 0883:9570 | 0−74  | 10:50 |
| 16. | TSG Hatten-Sandkrug (N)   | 30  | 2  | 1 | 27 | 0813:1063 | −250  | 05:55 |

| Legende | Legende                                              |
| ------- | ---------------------------------------------------- |
|         | Relegation zur 2. Bundesliga                         |
|         | Teilnahme an den Relegationsspielen zu den Oberligen |
|         | Absteiger in die Oberliga                            |
| (A)     | Absteiger aus der 2. Bundesliga                      |
| (N)     | Aufsteiger aus der Oberliga                          |

Anmerkung: Der TuS Ferndorf gab am 1. Mai 2011 bekannt, keine Lizenz für die 2. Liga beantragen zu wollen.

## Staffel Süd
| Pl. | Verein                      | Sp. | S  | U | N  | Tore    | Diff. | Pkt.  |
| --- | --------------------------- | --- | -- | - | -- | ------- | ----- | ----- |
| 01. | SG Leutershausen            | 28  | 23 | 3 | 2  | 907:751 | +156  | 49:70 |
| 02. | TSB Horkheim                | 28  | 17 | 1 | 10 | 884:797 | 0+87  | 35:21 |
| 03. | TV Hochdorf                 | 28  | 15 | 4 | 9  | 771:747 | 0+24  | 34:22 |
| 04. | TSV Friedberg               | 28  | 15 | 3 | 10 | 790:746 | 0+44  | 33:23 |
| 05. | HBW Balingen-Weilstetten II | 28  | 16 | 1 | 11 | 799:768 | 0+31  | 33:23 |
| 06. | TV Kirchzell                | 28  | 14 | 4 | 10 | 761:712 | 0+49  | 32:24 |
| 07. | HSG Konstanz                | 28  | 15 | 1 | 12 | 788:741 | 0+47  | 31:25 |
| 08. | SG Köndringen/Teningen      | 28  | 14 | 2 | 12 | 834:804 | 0+30  | 30:26 |
| 09. | TSG Söflingen               | 28  | 14 | 0 | 14 | 776:809 | 0−33  | 28:28 |
| 10. | HV Vallendar (N)            | 28  | 12 | 2 | 14 | 768:833 | 0−65  | 26:30 |
| 11. | SG Pforzheim/Eutingen (N)   | 28  | 11 | 4 | 13 | 736:744 | 0−8   | 26:30 |
| 12. | TuS Fürstenfeldbruck (N)    | 28  | 11 | 1 | 16 | 784:819 | 0−35  | 23:33 |
| 13. | TVG Großsachsen (N)         | 28  | 9  | 2 | 17 | 771:802 | 0−31  | 20:36 |
| 14. | TSG Haßloch                 | 28  | 7  | 1 | 20 | 694:798 | −104  | 15:41 |
| 15. | VTV Mundenheim              | 28  | 2  | 1 | 25 | 666:858 | −192  | 05:51 |

| Legende | Legende                                              |
| ------- | ---------------------------------------------------- |
|         | Relegation zur 2. Bundesliga                         |
|         | Teilnahme an den Relegationsspielen zu den Oberligen |
|         | Absteiger in die Oberliga                            |
| (A)     | Absteiger aus der 2. Bundesliga                      |
| (N)     | Aufsteiger aus der Oberliga                          |

## Relegation zur 2. Bundesliga
In der Relegation Nord/Ost spielten der Dessau-Roßlauer HV (10. der 2. Bundesliga Nord), die HSG Tarp-Wanderup (Meister der 3. Liga Nord) und der SC DHfK Leipzig (Meister der 3. Liga Ost) einen Startplatz für die 2. Bundesliga aus. Der TuS Ferndorf (Meister der 3. Liga West) gab am 1. Mai 2011 bekannt, keine Lizenz für die 2. Liga beantragen zu wollen. Daher traten in der Relegation Süd/West nur die SG Leutershausen (Meister der 3. Liga Süd) und die HG Saarlouis (10. der 2. Bundesliga Süd) gegeneinander an.
| 21.05.2011 | HSG Tarp-Wanderup     | – | SC DHfK Leipzig       | 26:32 (11:15) |
| 25.05.2011 | SC DHfK Leipzig       | – | Dessau-Roßlauer HV 06 | 32:25 (16:9)0 |
| 28.05.2011 | Dessau-Roßlauer HV 06 | – | HSG Tarp-Wanderup     | 36:35 (18:19) |

| Pl. | Verein                | Sp. | S | U | N | Tore  | Diff. | Pkt. |
| --- | --------------------- | --- | - | - | - | ----- | ----- | ---- |
| 01. | SC DHfK Leipzig       | 2   | 2 | 0 | 0 | 64:51 | +13   | 4:0  |
| 02. | Dessau-Roßlauer HV 06 | 2   | 1 | 0 | 1 | 61:67 | 0−6   | 2:2  |
| 03. | HSG Tarp-Wanderup     | 2   | 0 | 0 | 2 | 61:68 | 0−7   | 0:4  |

| 24.05.2011 | SG Leutershausen | – | HG Saarlouis     | 33:36 (17:12) |
| 28.05.2011 | HG Saarlouis     | – | SG Leutershausen | 35:34 (21:16) |

| Pl. | Verein           | Sp. | S | U | N | Tore  | Diff. | Pkt. |
| --- | ---------------- | --- | - | - | - | ----- | ----- | ---- |
| 01. | HG Saarlouis     | 2   | 2 | 0 | 0 | 71:67 | +4    | 4:0  |
| 02. | SG Leutershausen | 2   | 0 | 0 | 2 | 67:71 | −4    | 0:4  |

| Legende | Legende                                |
| ------- | -------------------------------------- |
|         | Teilnahme an der 2. Bundesliga 2011/12 |
|         | Teilnahme an der 3. Liga 2011/12       |

## Relegation zur Oberliga
Die vier Tabellenzehnten spielten in einer Relegation einen Teilnehmer für die kommende Saison der 3. Liga aus. Die restlichen drei Mannschaften stiegen in die Oberliga ab. Da der HSV Peenetal Loitz (Zehnter der Staffel Nord) nicht für die 3. Liga gemeldet hatte, zog die HG 85 Köthen (Zehnter der Staffel Ost) direkt in die Entscheidungsrunde ein.
| Mannschaft 1 | Mannschaft 2 | Hinspiel             | Rückspiel            | Gesamt |
| ------------ | ------------ | -------------------- | -------------------- | ------ |
| HV Vallendar | OHV Aurich   | 21.05. Sa. 20:00 Uhr | 28.05. Sa. 19:00 Uhr | 50:61  |
| HV Vallendar | OHV Aurich   | 26:35 (11:17)        | 24:26 (9:13)         | 50:61  |

| Mannschaft 1                              | Mannschaft 2                            | Hinspiel             | Rückspiel            | Gesamt |
| ----------------------------------------- | --------------------------------------- | -------------------- | -------------------- | ------ |
| HG 85 Köthen (Sieger Relegation Nord/Ost) | OHV Aurich (Sieger Relegation Süd/West) | 02.06. Do. 19:00 Uhr | 04.06. Sa. 19:00 Uhr | 51:54  |
| HG 85 Köthen (Sieger Relegation Nord/Ost) | OHV Aurich (Sieger Relegation Süd/West) | 31:28 (15:10)        | 20:26 (09:13)        | 51:54  |

Damit war der OHV Aurich für die 3. Liga West qualifiziert.

## Relegation zur 3. Liga
| Mannschaft 1                             | Mannschaft 2                       | Hinspiel             | Rückspiel            | Gesamt |
| ---------------------------------------- | ---------------------------------- | -------------------- | -------------------- | ------ |
| VfL Gummersbach II (Meister Mittelrhein) | HG Remscheid (Meister Niederrhein) | 07.05. Sa. 18:30 Uhr | 14.05. Sa. 19:15 Uhr | 68:49  |
| VfL Gummersbach II (Meister Mittelrhein) | HG Remscheid (Meister Niederrhein) | 32:28 (19:16)        | 36:21 (17:6)         | 68:49  |

Somit stieg der VfL Gummersbach II in die 3. Liga auf.